# Baeoura laevilobata
Baeoura laevilobata is een tweevleugelige uit de familie steltmuggen (Limoniidae). De soort komt voor in het Oriëntaals gebied.